# El Rayo, Zacatecas
El Rayo är en ort i Mexiko.   Den ligger i kommunen Pinos och delstaten Zacatecas, i den centrala delen av landet, 400 km nordväst om huvudstaden Mexico City. El Rayo ligger 2 152 meter över havet och antalet invånare är 403.
Terrängen runt El Rayo är en högslätt. Runt El Rayo är det ganska glesbefolkat, med 21 invånare per kvadratkilometer. Närmaste större samhälle är Matancillas, 10,9 km söder om El Rayo. Omgivningarna runt El Rayo är i huvudsak ett öppet busklandskap.